# 波莉·普朗摩
波莉·普朗摩（英語：Polly Plummer，1889—1949年）是C·S·路易斯系列奇幻小說《納尼亞傳奇》中的虛構角色，《魔法師的外甥》的女主角。

## 角色生平

### 魔法師的外甥
波莉是跟母親住在倫敦的一名11歲女孩，某日她結識了鄰居凱特里家的男孩狄哥里·寇克。波莉在狄哥里的安德魯舅舅的實驗室內誤觸魔法戒指，被傳送到界中林，隨即狄哥里也透過戒指抵達該處，他們打算前去其他世界探險。在即將毀滅的查恩世界，盡管波莉極力勸阻，但出於好奇的狄哥里還是敲響了金鐘，導致女巫賈迪絲被喚醒。波莉與狄哥里回來時不慎將賈迪絲也帶回倫敦，為彌補過失，他們將賈迪絲和安德魯舅舅等人一同帶到一個名叫納尼亞的新世界。波莉目睹了獅王亞斯藍創造納尼亞和馬車伕法蘭克夫妻成為納尼亞王國首任國王王后的歷程。
在亞斯藍的命令下，波莉陪同狄哥里以及飛馬羽生前往納尼亞邊界取回魔法蘋果種下，以確保賈迪絲遠離納尼亞的土地。這次冒險過後，波莉與狄哥里被送回自己的世界，他們仍是終生的好朋友。

### 最後的戰役
此時的波莉已步入老年，晚輩們皆稱她為波莉阿姨，她與其他到過納尼亞的人組成了一個名叫「納尼亞之友」的團體。一次波莉與其他人見到納尼亞末代國王逖里安的幻象，得知納尼亞有難，不久後他們在一次的火車事故中喪生，靈魂被送到亞斯藍的國度。